# Torneio de Roland Garros de 1995
O Torneio de Roland Garros de 1995 foi um torneio de tênis disputado nas quadras de saibro do Stade Roland Garros, em Paris, na França, entre 29 de maio e 11 de junho. Corresponde à 28ª edição da era aberta e à 94ª de todos os tempos.

## Finais

### Profissional
| Categoria | Evento    | Campeã(s)(o/ões)                         | Vice-campeã(s)(o/ões)                   | Resultado      | Chave(s)  | Chave(s)       |
| --------- | --------- | ---------------------------------------- | --------------------------------------- | -------------- | --------- | -------------- |
| Simples   | Masculino | Thomas Muster                            | Michael Chang                           | 7–5, 6–2, 6–4  | principal | qualificatório |
| Simples   | Feminino  | Steffi Graf                              | Arantxa Sánchez Vicario                 | 7–5, 4–6, 6–0  | principal | qualificatório |
| Duplas    | Masculino | Jacco Eltingh Paul Haarhuis              | Nicklas Kulti Magnus Larsson            | 36–7, 6–4, 6–1 | principal | principal      |
| Duplas    | Feminino  | Gigi Fernández Natasha Zvereva           | Jana Novotná Arantxa Sánchez Vicario    | 66–7, 6–4, 7–5 | principal | principal      |
| Duplas    | Misto     | Larisa Savchenko Neiland Todd Woodbridge | Jill Hetherington John-Laffnie de Jager | 7–68, 7–64     | principal | principal      |

### Juvenil
| Categoria | Evento    | Campeã(s)(o/ões)                 | Vice-campeã(s)(o/ões)         | Resultado | Chave(s)  | Chave(s)       |
| --------- | --------- | -------------------------------- | ----------------------------- | --------- | --------- | -------------- |
| Simples   | Masculino | Mariano Zabaleta                 | Mariano Puerta                | 6–2, 6–3  | principal | qualificatório |
| Simples   | Feminino  | Amélie Cocheteux                 | Marlene Weingärtner           | 7–5, 6–4  | principal | qualificatório |
| Duplas    | Masculino | Raemon Sluiter Peter Wessels     | Justin Gimelstob Ryan Wolters | 7–6, 7–5  | principal | principal      |
| Duplas    | Feminino  | Corina Morariu Ludmila Varmužová | Alice Canepa Giulia Casoni    | 7–6, 7–5  | principal | principal      |